# 캐럴라인 구돌
캐럴라인 구돌(Caroline Goodall, 1959년 11월 13일 ~ )은 잉글랜드의 배우, 영화 각본가이다.

## 출연 작품

### 영화
- Every Time We Say Goodbye (1986)
- 후크 (1991)
- 클리프행어 (1993)
- 쉰들러 리스트 (1993)
- 폭로 (1994)
- 화이트 스콜 (1996)
- 해리슨의 꽃 (2000)
- 프린세스 다이어리 (2001)
  - 프린세스 다이어리 2 (2004)
- 섀터드 글래스 (2003)
- 이지 섹스, 이지 러브 (2003)
- 체이싱 리버티 (2004)
- 올랜도블룸의 위험한 열정 (2004)
- 첨스크러버 (2005, The Chumscrubber)
- 씨프 로드 (2006, The Thief Lord)
- 나의 로맨틱 가이드 (2009)
- 도리안 그레이 (2009)
- 콜드 라잇 오브 데이 (2012)
- 멘탈 (2012)
- 써드 퍼슨 (2013)
- 님포매니악 (2013)
- 베스트 오브 미 (2014)
- 드레스메이커 (2015)
- 내 어깨 위 고양이, 밥 (2016)
- 헌터 킬러 (2018)
- 킬러의 보디가드 2 (2021)

### 텔레비전
- 레밍턴 스틸 (1985)
- 아가사 크리스티: 명탐정 포와로 (1990)
- 광속인간 샘 (1991)
- 스파이더맨 (1995) - 목소리
- The Mists of Avalon (2001)
- CSI: 과학수사대 (2005)
- 앨리어스 (2005)
- 미드소머 머더스 (2006, 2014)
- 굿 와이프 (2011)
- 화이트 퀸 (2013)
- 더 크라운 (2016)
- 베를린 스테이션 (2016)
- 화이트 프린세스 (2017)
- 인데버 (2018)